# Matzpen
Matzpen ("Brújula") es el nombre de una organización anticapitalista y antisionista, fundada en Israel en 1962 y que estuvo activa hasta la década de 1980. Su nombre oficial era Israelí Socialist Organisation, pero se hizo más conocida como Matzpen por el nombre de su publicación mensual.

## Orígenes
La organización fue fundada por antiguos miembros del Partido Comunista Israelí - Maki que se oponían al apoyo incondicional de ese partido a las políticas internacionales de la Unión Soviética. Plantearon un análisis más radical de la oposición al sionismo. Un análisis temprano del conflicto árabe-israelí, escrito antes de abandonar el PC por Moshé Machover y Akiva Orr (usando el pseudónimo A. Israelí), apareció en hebreo en 1961 bajo el título de Shalom, Shalom ve'ein Shalom ("Paz, paz y no hay paz"). Matzpen reunió a activistas judíos y árabes de diferentes tendencias en organizaciones y afiliaciones de izquierda. Entre ellos destaca Jabra Nicola, un ciudadano árabe de Israel, intelectual y activista, que ayudó a definir la orientación teórica de la naciente organización. El grupo publicó una revista del mismo nombre en hebreo y en árabe. La organización creció en el periodo anterior a la Guerra de los Seis Días de 1967 y la ocupación israelí de territorios árabes y palestinos.

## Posiciones centrales
En una declaración titulada "Abajo la ocupación", del 1° de enero de 1969, Matzpen se distinguía por ser la única fuerza - además del Partido Comunista (Rakah) - llevando a cabo "una lucha consistente contra la ocupación continuada de los territorios conquistados en junio de 1967." Frente a una situación en la cual "Israel controla todo el territorio del Mandato Palestino así como también vastas porciones del territorio egipcio y una región del sur de Siria", Matzpen afirmaba en una "Declaración General de la ISO" de marzo de 1968, que "Es tanto el derecho como el deber de todo pueblo conquistado y subyugado resistir y luchar por su libertad. Los caminos, los medios y los métodos necesarios y apropiados para tal lucha deben ser determinados por el mismo pueblo y sería hipócrita que extranjeros - especialmente si pertenecen a la nación opresora - predicarlos, diciendo: 'Así deberían hacer y así no deberían hacer'." Añadía que, a pesar de su reconocimiento del "derecho incondicional de los conquistados a resistir la ocupación", como organización podía apoyar políticamente "sólo a aquellas organizaciones que, además de resistir la ocupación, reconozcan también el derecho del pueblo israelí a la autodeterminación" con el objetivo de poder realizar "una lucha conjunta de los árabes y los judíos en la región por un futuro común."
En este contexto, el objetivo de Matzpen era crear un frente amplio de gente en contra de la ocupación y a favor de un Israel "desionizado", que pudiera formar parte de una federación socialista de todo Medio Oriente. En contraste con el Partido Comunista y con la Izquierda Sionista, Matzpen insistía en que la ocupación de 1967 era solamente una etapa en la larga historia del colonialismo sionista y revertirla sería una condición necesaria pero no suficiente para la solución de los problemas en Medio Oriente. Para alcanzar tal solución, era necesaria la movilización política de los árabes, de los judíos y de las otras minorías nacionales en la región. El marco político para esta movilización pasó a conocerse como Revolución Árabe, que combinaba tareas nacionales y socialistas en el proceso de lucha contra el sionismo, el imperialismo y la reacción árabe. Para avanzar en estos objetivos, Matzpen estableció lazos con organizaciones de la Nueva Izquierda en Europa y en otras partes del mundo y, también, con organizaciones progresivas Palestina, tales como el Frente Democrático para la Liberación de Palestina.
Muchos de los análisis originales y las declaraciones de la organización fueron incluidas en una colección publicada bajo el título "The Other Israel: The Radical Case Against Zionism", editado por Arie Bober (Doubleday, 1972).  El libro de Bober permite obtener una vista de las posiciones sostenidas por el Matzpen en esa época sobre una serie de cuestiones y, así, es un recurso esencial sobre el análisis de la organización sobre la sociedad israelí y el conflicto palestino-israelí. En la introducción del libro, dice: 

"Este libro es el resultado de cinco años de esfuerzos colectivos realizados por un pequeño grupo de ciudadanos judíos y árabes de Israel para penetrar en la densa red de ilusión y mito que domina hoy en día el pensamiento y el sentimiento de la mayoría de los israelís y que, al mismo tiempo, determina en gran medida la imagen prevaleciente de Israel en el mundo occidental. De acuerdo con el cuento de hadas sionista, el Estado de Israel es un puesto de avanzada de la democracia, la justicia social y la iluminación, y el hogar y cielo para los judíos perseguidos del mundo. Este puesto de avanzada, continúa la historia, aunque busca de todo corazón la paz con sus vecinos se encuentra a sí mismo en un estado de asedio perpetuo a causa de la codicia de los gobernantes árabes, la "irracionalidad" inherente de la mente oriental y la proclividad innata de los gentiles al odio hacia los judíos. 

"La realidad, que este libro demuestra, es completamente diferente. El Estado sionista nació de la violenta expropiación y expulsión de los árabes palestinos de su país y ese proceso continúa hoy en día. En una alianza abierta con el imperialismo de Occidente, especialmente con los Estados Unidos, y en un acuerdo apenas ocultado con las fuerzas más reaccionarias de mundo árabe, el Estado sionista se impuso sobre ellos a través del colonialismo y el imperialismo. Dentro de los territorios ocupados desde 1967, el Estado sionista emplea un sistema de represión militar directa para expulsar a los árabes palestinos de sus tierras y asegurar la colonización judía de ellas y para aplastar todas las expresiones de resistencia palestina. Dentro de sus propias fronteras, el Estado sionista ejerce una opresión nacional sistemática sobre las minorías de ciudadanos árabes. La mayoría negra de la comunidad judía privilegiada sienta cada vez más el aguijón de la discriminación racista, al crecer la desigualdad económica y deteriorarse las condiciones sociales. Lejos de ofrecerles el cielo a los judíos perseguidos del mundo, el Estado sionista está llevando tanto a los nuevos inmigrantes como a los viejos colonos hacia un nuevo holocausto, al movilizarlos en una empresa colonial y un ejército contrarrevolucionario contra la lucha de las masas árabes por la liberación nacional y la emancipación social - una lucha que no sólo es justa sino que finalmente será victoriosa. Este estado de las cosas no es de ningún modo accidental. Era el resultado inevitable del éxito del proyecto sionista para establecer un Estado judío en Palestina. Cambiar esta realidad no requiere un mero cambio de gobierno o la modificación de una u otra política específica, sino una transformación revolucionaria de las bases mismas de la sociedad israelí."

## Matzpen fuera de Israel
A fines de la década de 1960 y principios de la de 1970, los partidarios de Matzpen en el extranjero publicaron Israca (Israelí Revolutionary Action Commitee Abroad). La revista incluía numerosos artículos publicados en Matzpen. Algunos de Matzpen eran censurados y ese material era republicado en Israca. Moshé Machover, Eli Lobel, Haim Hanegbi y Akiva Orr eran parte del comité editorial. A fines de la década de 1970 y principios de la de 1980, los partidarios de la organización y otros académicos y activistas radicales de izquierda formaron otro periódico en el Reino Unido, Khamsin, en el cual publicaron sus análisis de los hechos del momento. Una selección del material de Khamsin fue publicada bajo el título Forbidden Agenda: Intolerance and Defiance in the Middle East (Saqi Books, 2000).

## Rupturas y debates
En 1970, la organización comenzó a atravesar un proceso de fragmentación ideológica y organizativa, con algunos miembros yéndose para formar nuevos grupos, tales como "Avangard", con una orientación trotskista, liderado por Menahem Carmi y Sylvain Cypel, y "Ma'avak (Alianza Comunista Revolucionaria), con una orientación maoísta, dirigida por Ilan Halevi y Rami Livneh. Una ruptura adicional dentro de la última organización dio nacimiento a la Alianza Comunista Revolucionaria - Frente Rojo, dirigida por Udi Adiv y Dan Vered. "Avangard" también sufrió rupturas, que provocaron la formación de la Liga Espartaquista en 1974 y el grupo Nitzotz en 1977.
Los debates teóricos que llevaron a las rupturas de Matzpen tuvieron que ver con la conceptualización de las relaciones entre lucha de clases y nacionalismo en la lucha por el socialismo. Avangard consideraba a Israel una sociedad capitalista normal en la cual la clase obrera era el agente revolucionario primario. De este modo, veía la movilización de esa clase para crear una república socialista israelí como su meta. Consideraba el énfasis de Matzpen en el conflicto nacional palestino-israelí y en los orígenes coloniales de la sociedad israelí como una distracción de la lucha de clases. Ma'vak, en contraste, veía que Matzpen no enfatizaba lo suficiente el carácter colonial de la sociedad israelí. Consideraba que su meta era facilitar la lucha de liberación palestina como un paso necesario hacia el socialismo. Respondiendo a ambos grupos, Matzpen restableció su combinación de apoyo a las luchas nacionales y sociales. 
Una ruptura mayor en el grupo central de Matzpen tuvo lugar en 1972, y ambas facciones consideraron el nombre Matzpen para sus respectivos periódicos, un tema que dio lugar a una agria disputa entre ellos. El valor obvio del nombre "Matzpen" como una marca de políticas radicales de izquierda estaba detrás de esa decisión. La mayoría de la dirección original permaneció en lo que pasó a ser conocido como Maztpen Tel Aviv, mientras la otra facción comenzó a denominarse Matzpen Jerusalén. Este último grupo adoptó el nombre Maztpen Marxist, para distinguirse a sí mismo de sus rivales. En 1975, cambió su nombre a Liga Revolucionaria Comunista (Revolutionary Communist League), sección del Secretariado Unificado de la Cuarta Internacional, mientras conservaba el nombre Maztpen Marxist para su publicación regular. El grupo de Tel Aviv también cambió su nombre en 1978 a Organización Socialista y abandonó el adjetivo "israelí" con el objetivo de evitar la posible asociación con el sionismo. Ambos grupos mantuvieron el enfoque dual de Matzpen en la clase y la liberación nacional. Machover, Orr y Haim Hanegbi permanecieron en el grupo con base en Tel Aviv, mientras el grupo de Jerusalén era dirigido por Arieh Bober y Michel Warschawaski (Mikado). Un joven movimiento conocido como Hafarperet estaba afiliado al último grupo y fue activo a mediados de 1970, mayormente en Haifa.

## El juicio del Frente Rojo
Una de las organizaciones que surgieron de Matzpen, el Frente Rojo, tuvo una breve historia de sólo poco más de un año. A finales de 1972, muchos de sus miembros fueron arrestados y acusados de espionaje y colaboración con el enemigo (la inteligencia militar Siria), basándose en un viaje secreto que algunos de ellos hicieron a Damasco. Ninguno de los activista detenidos y acusados eran miembros de Matzpen en ese momento o en el momento en que cometieron sus presuntos delitos contra la seguridad del Estado. En un juicio muy publicitado en 1973, cinco miembros del Frente Rojo fueron condenados a diversos periodos en prisión. Muchos de los defensores declararon que habían sido sometidos a tortura y a otras formas de acoso físico y mental por los servicios de seguridad israelíes antes del juicio, para forzarlos a confesar.  Es obvio que ninguno de ellos tenía ningún interés en trabajar con Siria o con cualquier otro régimen árabe, y su único interés consistía en establecer lazos con otras organizaciones revolucionarias en la región, en primer lugar con las palestinas. Declaraciones antes del juicio, presentadas por los jefes de la defensa - Daud Turki y Ehud Adiv - nos permiten obtener una clara idea de su perspectiva.  
Turki, un ciudadano árabe-palestino de Israel, definió que su meta era el socialismo: "la meta común de todos los trabajadores, campesinos y de aquellos que son perseguidos en la sociedad israelí. Los judíos tienen participación, y deben tener participación, porque son miembros de la organización en pie de igualdad conmigo, en establecer un nuevo gobierno y un nuevo régimen que permitirá tanto al pueblo judío como al pueblo árabe jugar un rol efectivo en la lucha del pueblo árabe por la liberación." Turki continúo criticando al sionismo, el cual "en vez de adoptar, como debería, una actitud neutral o apoyar la lucha árabe por la liberación nacional y socialista, se ha ubicado junto a los enemigos de este movimiento, junto a los norteamericanos que están persiguiendo al pueblo vietnamita; junto al imperialismo norteamericano que está explotando los pueblos de América Latina y los pueblos de Asia y África, y colocando al pueblo judío contra el pueblo árabe para siempre. Creo que esta actitud califica como un crimen contra ambos. contra el pueblo judío y el pueblo árabe." En su visión, los judíos deberían apoyar la lucha árabe por la liberación y no sustituir la lucha por el nacionalismo, aunque ambos grupos tienen "el mismo futuro y vivirán juntos en una sola patria bajo el gobierno de un solo Estado, un Estado liberado de todas las influencias extranjeras y de toda explotación social."
Un discurso similar fue planteado por Adiv. Aceptando que "todas las tendencias de Matzpen" tenían "una sólida teoría", argumentó que les faltaba "el capítulo titulado 'qué hacer' para alcanzar el Medio Oriente multinacional y socialista del que hablaban, y en su actividad política ellos restringían su discurso al Estado de Israel. Esto era para decir que están preocuádos por convencer a los judíos y dejan completamente de lado la lucha árabe y, en particular, la lucha árabe palestina contra el sionismo y el Estado de Israel." Un cambio de orientación era necesario para convertir el conflicto nacional en lucha de clases. Esto podía ser hecho sólo "si los judíos le demuestran a los árabes, que han estado combatiendo el sionismo durante docenas de años, que ellos (los judíos) están del otro lado, que están preparados para sacrificar todo lo que tienen, para ser sujetos al mismo 'tratamiento' y a compartir todo con ellos. Sin esto ningún árabe confiará en que el judío revolucionario sincero es realmente revolucionario. Ninguna ideología, ni siquiera la más igualitaria y progresiva, puede convencer a los árabes a menos es que sea acompañada por la acción por parte de quienes adhieren a ella."

## El legado de Matzpen
Con el surgimiento de movimientos nuevos, vibrantes y menos rígidos desde el punto de vista ideológico durante la década de 1980 y en oposición a la continuada ocupación de Palestina y a la Guerra del Líbano (Comité de Solidaridad con la Universidad de Birzeit, comités contra la tortura y Comité Israelí contra la demolición de casas, negación a servir en el ejército israelí, Centro de Información Alternativa, Centro de Consejo a los Trabajadores, y así sucesivamente), las diferentes fracciones de Matzpen perdieron mucho de su razón de ser. El espacio para organizaciones de izquierdas totalizantes, con programas completos, se encogió con el creciente énfasis en la ocupación y sus consecuencias. Muchos activistas buscaron nuevas formas organizativas con el objetivo de aumentar su habilidad para hacer una contribución efectiva a la lucha política, sin arrastrar una ideología pesada y torpe y un equipaje organizativo. Mucha de la energía de la Liga Comunista Revolucionaria, por ejemplo, fue para crear y mantener el Centro de Información Alternativa, el cual en efecto agotó a la liga en su capacidad organizativa. Como resultado, la mayoría de las fracciones del Maztpen dejaron de tener una existencia organizativa diferenciada a fines de los 80, sino antes. Muchos de sus antiguos miembros continuaron, sin embargo, participando como individuos comprometidos en varias actividades contra la ocupación y a favor de derechos obreros y humanos. 
Un documental sobre el grupo, titulado "Matzpen", fue realizado por Eran Torbiner en 2003. Otro documental sobre Avangard fue producido en 2009 por Tom Carmi (hijo de dos antiguos dirigentes de grupo) y presentado en festival Docaviv de Tel Aviv. Lleva por nombre "Away from the Tribe's Centre" y obtuvo el segundo premio en la competencia de cine de los estudiantes. De manera interesante, en estos documentales como en la mayoría de los libros y entrevistas que terminaron en diferentes facciones, las diferencias doctrinales que llevaron a sus caminos divergentes desaparecen de la visión. El énfasis está puesto casi invariablemente en las actividades contra la ocupación, las posiciones antisionistas, el sentido del disenso y así sucesivamente, que todos ellos comparten, antes que estar enfrentados. 
A pesar de la ausencia de actividad organizativa, algunos de los miembros del Maztpen original continuaron escribiendo y siendo activos políticamente. Haim Hanegbi y Michel Warschawski jugaron un rol clave en escribir el Documento Olga de 2004, el cual es una declaración de la posición antisionista y la crítica radical a las políticas y prácticas de Israel; y Warschawski publicó sus memorias políticas en inglés, "On the border" (South End Press, 2004; original francés en 2002). Él publicó luego, junto con el académico y activista libanés Gilbert Achcar, un libro titulado "La Guerra de los Treinta y tres días: la guerra de Israel contra Hezbollah en el Líbano y sus consecuencias" (Paradigm Publishers, 2007), en la cual la guerra es cubierta tanto desde la perspectiva israelí como desde la perspectiva libanesa. Sylvain Cypel escribió un análisis político e histórico de la sociedad israelí bajo el título "Walled: Israelí Society at an Impass" (Other Press, 2007; original francés en 2006). Moshe Maschover ha continuado publicando documentos teóricos y analizando Israel y Palestina dentro de la estructura más amplia de todo Medio Oriente y, en 2009, junto con Ehud Ein-Gil, publicó un artículo en la revista británica "Race & Class", titulado "Zionism and Oriental Jews: a dialectic of exploitation and co-optation", en el cual analiza la cuestión de las divisiones étnicas dentro de la sociedad israelí. 
Un nuevo libro sobre Matzpen fue publicado en Israel en septiembre de 2010 con el título "Matzpen: conciencia y fantasía" (Tel Avivi, Resling, 2010). Es el relato más completo a la fecha de la historia de la organización, basado en entrevista con antiguos activistas y un estudio de los documentos.